# Mieszko der Jüngere
Mieszko der Jüngere (* zwischen 1160 und 1165; † 2. August 1193 in Kalisz) war ein polnischer Herzog von Großpolen. Er entstammte dem Adelsgeschlecht der großpolnischen Piasten.

## Leben
Mieszko war der zweitälteste gemeinsame Sohn von Seniorherzog Mieszko III. von Großpolen († 1202) und Eudoxia von Kiew und der vierte Sohn Mieszkos III.
Zu seinen älteren Halbgeschwistern zählten: 
- Odon
- Stefan
- Wierzchosława Ludmiła
- Elisabeth
- Judith

Zu seinen Geschwistern zählten:
- Bolesław
- Anastasia
- Salomea
- Wladyslaw III. Dünnbein

Mieszko ist 1166/1168 auf einer Zusammenkunft in Jędrzejów erstmals urkundlich greifbar, als er Dokumente im Kloster Jędrzejów beglaubigte. Zwischen 1177 und 1179 musste er aufgrund einer Rebellion zusammen mit seinen Eltern und Geschwistern aus Polen fliehen. Doch bereits 1181 konnte sein Vater wieder die Macht in Posen festigen. 1184 gelang es seinem Vater ihn als Verwalter für die Ländereien von Leszek Bolesławowic in Masowien und Kujawien einzusetzen. Da Mieszko jedoch seine Macht missbrauchte, setzte ihn Leszek Bolesławowic wieder ab und verglich sich stattdessen mit Kasimir II. von Krakau. Als sein Vater 1191 Krakau besetzte, setzte er ihn oder seinen Bruder Bolesław Mieszkowic als Regenten ein. Kasimir II. gelang jedoch zeitnah die Rückeroberung Krakaus und der von Mieszko III. eingesetzte Regent wurde kurzzeitig inhaftiert. Mieszko III. setzte daher Mieszko den Jüngeren als Herzog im neugegründeten Herzogtum Kalisch ein. Er starb jedoch bereits zwei Jahre später und wurde in der Stiftskirche St. Paul in Kalisch beigesetzt. Sein Grabmal wurde bei Renovierungsarbeiten in den Jahren 1958–1960 entdeckt. Nach seinem Tod ging das Herzogtum Kalisch an seinen älteren Halbbruder Odon Mieszkowic.

## Ehe und Familie
Mieszko heiratete nicht und hatte keine Kinder.